# Sven Botman
Sven Botman (Badhoevedorp, 12 de gener de 2000) és un futbolista professional neerlandès que juga com a central al Newcastle United de la Premier League. Ha representat els Països Baixos en els nivells juvenils sub-15 a sub-21.

## Carrera

### Ajax
El 23 de juny de 2018, Botman va debutar amb l'equip sènior de l'Ajax en un amistós contra el VVSB. Va fer el seu debut a l'Eerste Divisie amb el Jong Ajax el 17 d'agost de 2018 en un partit contra el Roda JC Kerkrade.

### Lille
El 31 de juliol de 2020, Botman va signar un contracte de cinc anys amb el club de la Ligue 1 Lille OSCM. L'acord tenia un valor d'entre 8 i 9 milions d'euros. Va ser convocat a l'equip sènior dels Països Baixos per primera volta el novembre de 2020.

### Newcastle United
El 28 de juny de 2022, Botman va signar pel club de la Premier League Newcastle United amb un contracte de cinc anys per un transpàs que, tot i que no es va fer públic, es calcula que costaria uns 37 milions d'euros.